# Nikolai Borissowitsch Brandt
Nikolai Borissowitsch Brandt (russisch Николай Борисович Брандт; * 28. April 1923 in Moskau; † 4. Januar 2015 ebenda) war ein russischer Festkörperphysiker und Hochschullehrer.

## Leben
Brandt war ein Nachkomme des niederländischen Schiffbauers Carsten Brandt, der für Peter I. den Schiffbau organisierte und von Alexander Sergejewitsch Puschkin in einem Gedicht besungen wurde. Brandts Vater Boris Nikolajewitsch Brandt (1887–1938) war Militäringenieur und Festungsbauer der Kaiserlich Russischen Armee, baute mit anderen nach der Oktoberrevolution den Ingenieurdienst der Roten Armee auf, war nach dem Russischen Bürgerkrieg Hochschullehrer und wurde während des Großen Terrors 1938 nach einer Denunziation erschossen (1954 rehabilitiert). Brandts Mutter Alexandra Wassiljewna geborene Parfenowa (1895–1977) war Krankenschwester der Kaiserlich Russischen Armee gewesen. Brandt besuchte die Moskauer Mittelschule Nr. 528, siegte mehrfach bei Physikolympiaden und verließ die Schule mit einer Auszeichnung entsprechend der früheren Goldmedaille.
Bei Beginn des Deutsch-Sowjetischen Krieges meldete er sich als Freiwilliger zur Roten Armee, wurde aber seines Vaters wegen abgewiesen. Darauf arbeitete er in einer Rüstungsfabrik. Im Dezember 1941 wurde er einberufen und in einem Komsomol-Skibataillon an die Front geschickt. Bei Moschaisk erlitt das Bataillon schwere Verluste, und Brandt wurde durch einen Minensplitter am Bein verwundet. Nach dem Krankenhausaufenthalt wurde er nach Kolomna geschickt, wo ein Schützenregiment aufgestellt wurde. Nach Abschluss der Regimentsschule als Sergeant wurde er nach Rjasan auf die Infanterieschule geschickt. Im Sommer 1942 wurde er Leutnant und blieb an der Schule als Kommandeur eines Kadettenzuges. Im Raum Rjasan wurden Einheiten einer polnischen Armee aufgestellt. Brandt wurde nach einer kurzen Polnisch-Ausbildung als Vizebataillonskommandeur an die Offiziersschule der polnischen Armee geschickt. Im Herbst 1944 kam Brandt als Bataillonskommandeur in der 1. Polnischen Armee an die Front. Er war an den Kämpfen zur Befreiung Przemyśls und Krakaus beteiligt, wobei er verwundet wurde. Der Krieg endete für Brandt in Beuthen.
Da Brandt an einer Militärkarriere nicht interessiert war und studieren wollte, schrieb er einen entsprechenden Brief an den Präsidenten der Akademie der Wissenschaften der UdSSR (AN-SSSR, seit 1991 Russische Akademie der Wissenschaften (RAN)) Sergei Iwanowitsch Wawilow. Im Hinblick auf das Sowjetische Atombombenprojekt sollte die AN-SSSR 50 zu demobilisierende Spezialisten aus der Roten Armee anfordern. Wawilow setzte Brandt auf die Liste, so dass Brandt im Herbst 1946 Student der physikalischen Fakultät der Lomonossow-Universität Moskau (MGU) wurde. Nach dem Studium war er Aspirant, wissenschaftlicher Mitarbeiter, Dozent und dann Professor (1965) der MGU. Nach Verteidigung der jeweiligen Dissertation wurde er zum Kandidaten (1954) und dann zum Doktor der physikalisch-mathematischen Wissenschaften (1963) promoviert. Darauf leitete er den Lehrstuhl für niedrige Temperaturen und dann die Abteilung für Festkörperphysik der physikalischen Fakultät der MGU.
Brandt untersuchte die Energiezustandsspektren von Festkörpern unter den kombinierten Einflüssen von magnetischen (bis 900.000 Oersted) und elektrischen Feldern, hohen Drücken (bis 300.000 at), anisotroper Verformung, Bestrahlung und Dotierungen bei niedrigen und extrem niedrigen Temperaturen. Er entwickelte dazu die Untersuchungsmethoden mit den nötigen weltweit einzigartigen Geräten. Er entdeckte Magnet-Dielektrikum- und Dielektrikum-Metall-Phasenübergange im Magnetfeld, den bandlückenlosen Zustand und stationäre Exzitonenphasen. Ebenso untersuchte er die Effekte höchster Drücke und niedrigster Temperaturen auf Supraleiter. Photodetektoren mit einzigartigen Eigenschaften wurden entwickelt.
Brandt war in erster Ehe verheiratet mit Galina Alexandrowna Ljamsina. Nach ihrem Tod 1973 heiratete er die Dozentin der physikalischen Fakultät der MGU Galina Alexandrowna Mironowa, mit der er die Söhne Alexander und Nikolai bekam. Sie starb 2013.

## Ehrungen, Preise
- Silbernes Verdienstkreuz der Republik Polen (1945)[1]
- Grunwaldkreuz der Volksrepublik Polen III. Klasse (1945)[1]
- Papaleksi-Preis der AN-SSSR (1954)
- Orden des Roten Banners der Arbeit (1978)
- Verdienter Wissenschaftler der RSFSR
- Verdienter Erfinder der RSFSR
- Staatspreis der UdSSR (1982)
- Preis des Bildungsministeriums der UdSSR (1986)
- Orden des Vaterländischen Krieges II. Klasse (1987)[3]
- Lebedew-Goldmedaille der AN-SSSR (1990)[1]
- Verdienter Professor der MGU (1994)
- Staatspreis der Russischen Föderation (1995)[4]